# Медовеевка
Медове́евка — село в муниципальном образовании «город-курорт Сочи» Краснодарского края. Входит в состав Краснополянского поселкового округа Адлерского района.

## Этимология
Медовеевка получило своё название от Медовеевцев, которые раньше проживали примерно в той же местности, где сейчас находится село.

## География
Находится на склонах Ачишховского хребта, Топографическая карта Краснодарского края</ref>. Через село протекает одноимённая река, по западной окраине — р. Чвижепсе.
Уличная сеть села состоит из одной улицы — Медовеевская.

## Население
| 2002 | 2010 |
| ---- | ---- |
| 102  | ↗118 |

Гендерный состав
По данным Всероссийской переписи, в 2010 году численность населения села составляла 118 человек (58 мужчин и 60 женщин).

## Инфраструктура
Домовладения. Туристическая инфраструктура.

## Транспорт
Горная автодорога.